# Maison du bailli de Granges-le-Bourg
La maison du bailli de Granges-le-Bourg est un édifice situé à Granges-le-Bourg, en France.

## Localisation
L'édifice est situé sur la commune de Granges-le-Bourg, dans le département français de la Haute-Saône.

## Historique
L'édifice, construit en 1606, comporte une belle tour carrée et est inscrit au titre des monuments historiques en 2006.